# АЕС Санкт-Андре
Атомна електростанція Санкт-Андре (нім. Kernkraftwerk Sankt Andrä) була планована до побудови поблизу селища Фелькермаркт на Драві у Каринтії. Колись запланована станція в Лаванталі мала стати третьою атомною електростанцією в Австрії. Рішення про заборону від 1978 року скасувало плани зведення об'єкта.

## Історія
Згідно з новим прогнозом від 1973 року, вперше почалося планування щодо третьої атомної електростанції в Австрії потужністю до 1000 МВт, яка повинна була ввійти в експлуатацію до 1985 року, і четвертої електростанції до кінця 1980-х років. Для третьої станції існував варіант або будівництва нової станції в регіоні Штирія-Каринтія, або другого блоку на атомній електростанції в Тульнерфельді. Рішення про будівництво третьої атомної електростанції як другого блоку в Тульнерфельді було прийнято ще в квітні 1973 року, тому Санкт-Андре розглядався як четверта станція. Площа в 250 квадратних кілометрів вже була зарезервована для об'єкта в Лаванталі. Однак до середини 1970-х років розглядалося впровадження цієї системи не в Каринтії, а у Верхній Австрії поблизу Богенгофена-на-Інні.
Після референдуму 8 листопада 1978 року, на якому населення з незначною кількістю голосів підтримало закон про заборону ядерної енергії, ці плани були скасовані. Резервування території для АЕС було скасовано лише рішенням у 1991 році. Зараз на території є кемпінг.